# Bradley Moore Davis
Bradley Moore Davis (nacido en Chicago 1871-1957) fue un botánico estadounidense.
Después de graduarse en la Universidad Stanford, en 1892, estudió en Harvard, Bonn y Nápoles. Durante 11 años fue profesor en la Universidad de Chicago , desde 1902 hasta 1906 como profesor adjunto de la morfología de las plantas. Ocupó un puesto en el Laboratorio de Biología Marina , en Woods Hole (Massachusetts) en (1897-1905) y en la Oficina de Pesca. En 1911 se convirtió en profesor adjunto de botánica en la Universidad de Pensilvania, y fue secretario de la Sociedad Americana de Naturalistas en 1914. Además de artículos especiales sobre la morfología y la citología de algas, hongos y hepáticas , y estudios de la Oenothera , fue coautor con Joseph Young Bergen de Principles of Botany (1906) y Laboratory and Field Manual of Botany (1907).
- La abreviatura «B.M.Davis» se emplea para indicar a Bradley Moore Davis como autoridad en la descripción y clasificación científica de los vegetales.[1]